# 腓特烈四世 (黑森-洪堡)
腓特烈四世（德語：Friedrich IV.，1724年4月15日—1751年2月7日），黑森-洪堡伯爵，1746年至1751年在位。

## 家庭
1746年，腓特烈與表妹烏爾里克·路易絲結婚，兩人共有1子1女：
1. 腓特烈五世（1748年—1820年），黑森-洪堡伯爵
2. 瑪麗·克莉絲汀（1749年—1750年），夭折